# Grundstücksbewertung
Die Grundstücks- und Immobilienbewertung (auch veraltet Güterabschätzung) ist eine durch Rechtsnormen geregelte Wertermittlung, die durch die Anwendung fundierter betriebswirtschaftlicher, juristischer und bautechnischer Fachkenntnis einen Verkehrswert (Marktwert) für bebaute und unbebaute Grundstücke und grundstücksgleiche Rechte (Immobilien) zu einem bestimmten Stichtag im gewöhnlichen Geschäftsverkehr ermittelt.

## Zwecke
- Wertermittlung zum Zweck des Verkaufs
- Wertermittlung in Scheidungsauseinandersetzungen (Ermittlung des Zugewinns)
- Wertermittlung bei Erbauseinandersetzungen
- Wertermittlung der Zwangsversteigerung (Deutschland)
- Wertermittlung zum Zweck der Beleihung
- Wertermittlung zum Zweck der Bilanzierung
  - IAS 40: Als Finanzinvestition gehaltene Immobilien
- Wertermittlung zum Zweck der Besteuerung
  - Einheitswert-Feststellung (§§ 19 ff. BewG)
  - Grundbesitzwert-Feststellung (§§ 138 ff. BewG)
- Wertermittlung zum Zweck der Bestimmung des Versicherungswertes

## Qualifizierung
Die Grundstücksbewertung wird in der Regel durch dafür qualifizierte Sachverständige für Grundstücksbewertung durchgeführt. Die Bezeichnung „Sachverständige/-r“ bzw. „Gutachter/-in“ ist in Deutschland nicht geschützt. Im Rechtsverkehr treten folgende übliche Formen auf:
- der bei der Architektenkammer oder IHK öffentlich bestellte und vereidigte Sachverständige
- der freie Sachverständige (oft einem Verband angeschlossen)
- der zertifizierte Sachverständige.

Die zertifizierten Sachverständigen werden auf der Grundlage der DIN EN ISO/IEC 17024 zertifiziert. Auf der Grundlage des Akkreditierungsstellengesetzes (AkkStelleG) sind im Bereich „Sachverständige Immobilienbewertung“ derzeit (Stand Januar 2018) bei der Deutschen Akkreditierungsstelle (DAkkS) fünf Zertifizierungsstellen akkreditiert:
- DIAZert, Freiburg,
- EIPOSCERT, Dresden,
- HypZert, Berlin,
- IQ-ZERT, Sankt Augustin,
- Sprengnetter Zertifizierungs GmbH, Bad Neuenahr-Ahrweiler.

Grundsätzlich wird von einem Gutachter/Sachverständigen erwartet, dass er
- über mehrjährige Berufserfahrung verfügt,
- über überdurchschnittliche Immobilien-Fachkenntnisse verfügt,
- Gutachten erstellen kann,
- in wirtschaftlich geordneten Verhältnissen lebt,
- die Gewähr für Unparteilichkeit und Unabhängigkeit bietet.

Sachverständige haben in der Regel eine wissenschaftliche Universitäts- oder Fachhochschulausbildung in Architektur, Bauingenieurwesen, Facility Management, Vermessungsingenieurwesen, Betriebswirtschaftslehre, Bauökonomie, Immobilienökonomie, Stadtplanung oder Geographie und eine mehrjährige Berufserfahrung beziehungsweise Weiterqualifizierung auf dem Gebiet der Grundstücksbewertung. Nach § 193 BauGB erstattet auch ein Gutachterausschuss Verkehrswertgutachten.
Für die spezielle Qualifizierung („überdurchschnittliche Immobilien-Fachkenntnisse“) als Sachverständige/-r bieten Bildungsakademien einschlägige Lehrgänge an.
Ziel in der Grundstücksbewertung ist die Ermittlung des Verkehrswertes (Marktwertes) im Sinne des § 194 BauGB. Dafür werden verschiedene anerkannte Wertermittlungsverfahren verwendet.

## Deutsche Verfahren, normiert

### Vergleichswertverfahren
Beim Vergleichswertverfahren sind Kaufpreise solcher Grundstücke heranzuziehen, die aufgrund ihrer Werthaltigkeit mit dem zu bewertenden Grundstück hinreichend übereinstimmen (sogenannte Vergleichsgrundstücke). Geeignet ist dieses Verfahren vor allem bei der Bewertung unbebauter Grundstücke und von Eigentumswohnungen. Voraussetzung ist, dass eine genügend große Anzahl von Vergleichsobjekten vorhanden ist. Mit einem Ausgleichsverfahren können kleine Unterschiede in der Grundstückbeschaffenheit ausgeglichen werden. Je spezifischer die Immobilie ist, umso weniger ist das Vergleichswertverfahren für die Praxis geeignet (§ 15 ImmoWertV).

### Ertragswertverfahren
Bei Anwendung des Ertragswertverfahrens ist der Wert der Gebäude getrennt vom Bodenwert auf der Grundlage des Ertrages zu ermitteln. Der Bodenwert wird in der Regel über das Vergleichswertverfahren ermittelt. Zur Bewertung der Gebäude wird der Zustand und die Restnutzungsdauer betrachtet. Außerdem werden alternative Verwendungsmöglichkeiten evaluiert, um das gesamte wirtschaftliche Potential in die Bewertung miteinzubeziehen. Das Ertragswertverfahren kommt insbesondere dann zum Zug, wenn die Ertragserzielung das entscheidende Kriterium für das Immobilieninvestment ist, bzw. wenn die Immobilienform üblicherweise am Markt vermietet wird. Das betrifft vor allem Wohnobjekte ab drei Wohneinheiten, Gewerbeobjekte und so genannte Betreiberimmobilien wie etwa Hotels, Krankenhäuser und Freizeitimmobilien (§§ 17 bis 20 ImmoWertV).

### Sachwertverfahren
Bei Anwendung des Sachwertverfahrens ist der Wert der baulichen Anlage, wie Gebäude, Außenanlagen und besondere Betriebseinrichtungen und der Wert der sonstigen Anlagen, getrennt vom Bodenwert nach den Normalherstellungskosten zu ermitteln. Der Bodenwert ist nach dem Vergleichswertverfahren zu ermitteln. Das Sachwertverfahren wird vor allem bei eigengenutzten Immobilien angewendet wie etwa bei Einfamilienhäusern. Der Sachwert wird darüber hinaus noch zusätzlich marktbereinigt, um zu einem regionalmarkt-konformen Ergebnis zu kommen (§§ 21 bis 23 ImmoWertV). Wichtige Hinweise zum Sachwertverfahren und zur Ermittlung von Sachwertfaktoren enthält die Sachwertrichtlinie.

### Anwendung
Diese drei genannten Verfahren sind in Deutschland durch die Immobilienwertermittlungsverordnung (ImmoWertV) normiert und werden in der gängigen Gerichtspraxis angewendet.
Als Ergänzung zur Immobilienwertermittlungsverordnung (ImmoWertV) sind die Wertermittlungsrichtlinien (WertR) zu beachten.

## Deutsche Verfahren, nicht normiert
Das „Maklerverfahren“ ist eine einfache Methode zur groben Wertschätzung einer Immobilie. Dabei wird der Grundstück-Reinertrag mit einem von der Objektart abhängigen Faktor multipliziert. 
Beispiel
Faktor ist der angenommene 15-fache Wert:
```
  Reinertrag im Jahr:       100.000 Euro
  × Faktor 15:            1.500.000 Euro
  = Kaufpreis Immobilie:  1.500.000 Euro
```

Das Residualwertverfahren dient zur Ermittlung des maximalen Bodenkaufpreises für eine Immobilie.

## Internationale Verfahren
Es gibt weitere Verfahren, die international angewendet werden:
- Discounted-Cash-Flow-Methode (DCF),
- Monte-Carlo-Simulation
- Appraisal Approach

## Bewertungsstandards
- Europäisch, Blue Book
- International, White Book
- Britisch, Red Book